# Vinter i paradiset
Vinter i paradiset är en roman av Ulf Lundell som släpptes i november 1979.

## Handling
Boken utspelar sig i Jämtland och handlar om luffaren Bengt Pavlo Gustavsson, som varit före detta knarkkurir, före detta succéförfattaren Julius Tonker och Gro, den norska hotellkvinnan och motståndsarbetaren.